# Ambrosiodmus opimus
Ambrosiodmus opimus – gatunek chrząszcza z rodziny ryjkowcowatych i podrodziny kornikowatych.
Gatunek ten opisany został 1974 roku przez S.L. Wooda jako Xyleborus opimus.
Samica ma ciało długości 2,4 mm. W częściach opadających pokryw drugi międzyrząd z silnym granulowaniem, znacznie silniejszym niż na pierwszym. W części dyskowej pokryw punkty na międzyrzędach delikatnie ziarenkowane, trochę zaburzone lub tworzące prawie pojedynczy rządek. Część przyszwowa pokryw lekko wciśnięta i opatrzona kilkoma drobnymi ziarenkami.
Ryjkowiec znany tylko z pojedynczego okazu odłowionego w 1951 roku na Florydzie. Możliwe, że został na nią zawleczony z innego kontynentu.